# Entedononecremnus crassicornis
Entedononecremnus crassicornis är en stekelart som beskrevs av Christer Hansson och Lasalle 2003. Entedononecremnus crassicornis ingår i släktet Entedononecremnus och familjen finglanssteklar.
Artens utbredningsområde är Costa Rica. Inga underarter finns listade i Catalogue of Life.